# Филатов, Василий Романович
Василий Романович Филатов (28 февраля 1909, Белгород — 4 февраля 1996, Москва) — командир 2-й роты 1-го отдельного танкового батальона 11-й ордена Ленина лёгкой танковой бригады имени комбрига М. П. Яковлева 1-й армейской группы. Полковник. Герой Советского Союза.

## Биография
Родился 28 февраля 1909 года в Белгороде в семье рабочего. Русский. Член ВКП(б)/КПСС с 1938 года. Детские годы провёл в селе Михайловка (ныне Белгородского района Белгородской области). Окончил школу 2-й ступени в городе Белгород. В 1928—1930 годах работал разнорабочим и слесарем в железнодорожном депо станции Белгород. Окончил два курса Воронежского зооветеринарного института.

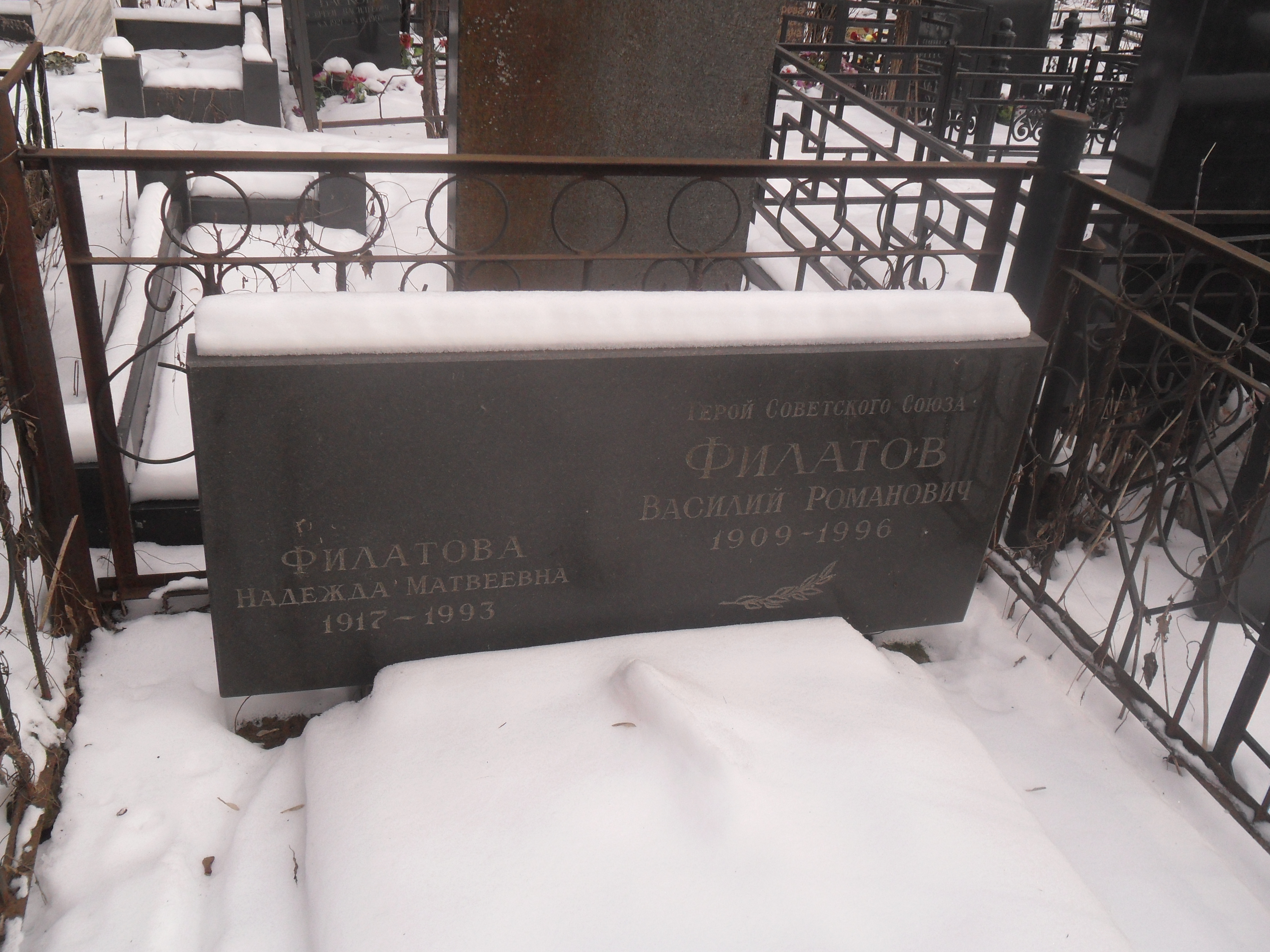
Могила Филатова на Преображенском кладбище Москвы

В Красной Армии с 1932 года. В 1934 году окончил Ульяновскую бронетанковую школу.
Участник боёв с японскими милитаристами на реке Халхин-Гол с 11 мая по 20 августа 1939 года.
Командир 2-й роты 1-го отдельного танкового батальона 11-й лёгкой танковой бригады старший лейтенант Василий Филатов отличился в ожесточённом Баин-Цаганском сражении, в ходе которого в период с 3 по 5 июля 1939 года, умело командуя вверенной ротой, он участвовал в уничтожении ударной группировки противника. 20 августа 1939 года был тяжело ранен.
Указом Президиума Верховного Совета СССР от 17 ноября 1939 года за умелое и мужественное командование танковой ротой и личный героизм, проявленный в при исполнении воинского и интернационального долга, старшему лейтенанту Филатову Василию Романовичу присвоено звание Героя Советского Союза с вручением ордена Ленина и медали «Золотая Звезда».
В 1940—1941 годах учился в Военной академии механизации и моторизации РККА. На фронте в Великую Отечественную войну с октября 1941 года.
Сражался на Западном, Брянском, Сталинградском, Донском и Юго-Западном фронтах. Командовал танковым батальоном, был заместителем командира 26-й танковой бригады и с 7 августа 1942 года по 12 февраля 1943 года командиром 135-й танковой бригады. С февраля 1943 года по сентябрь 1946 года — заместитель командира 7-й учебной танковой бригады Уральского военного округа.
В 1947 году В. Р. Филатов окончил курсы усовершенствования офицерского состава при Военной академии бронетанковых и механизированных войск Советской Армии. Служил в Центральном аппарате Министерства обороны СССР.
С 1961 года полковник Филатов В. Р. — в отставке. Жил в Москве. Скончался 4 февраля 1996 года. Похоронен в Москве на Преображенском кладбище.
Награждён орденом Ленина, двумя орденами Красного Знамени, орденами Отечественной войны 1-й и 2-й степеней, Красной Звезды, медалями, монгольским орденом Боевого Красного Знамени.